# Grès de Navajo

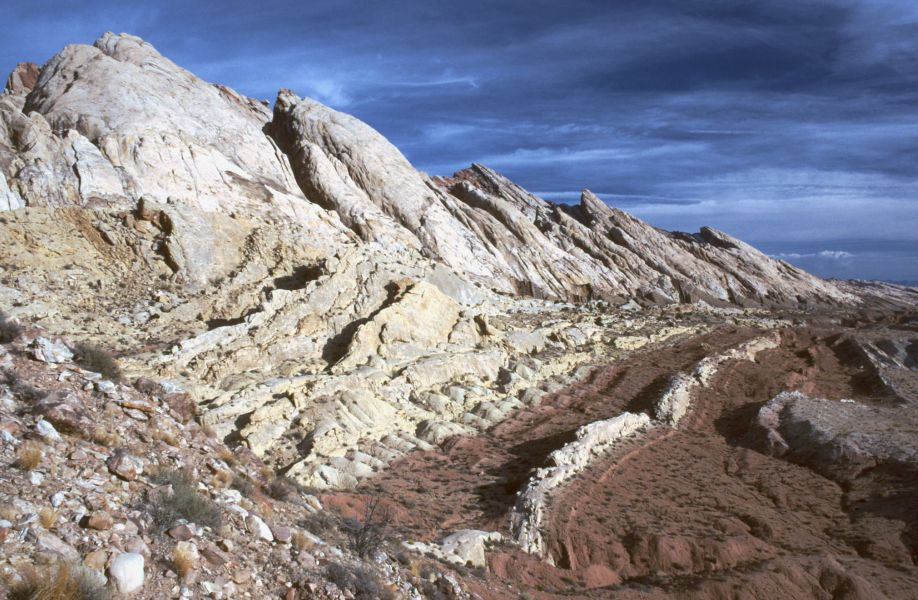
Zone de grès de Navajo

Le grès de Navajo (Navajo Sandstone) est une formation géologique dans le Glen Canyon Group. Cette formation géologique est située dans le nord de l'Arizona, le nord-ouest du Colorado, le Nevada et l'Utah.
Le grès est de couleur blanche à rose clair il s'est déposé  dans un environnement d'ergs arides. En l'absence de fossiles caractéristiques, la datation du grès de Navajo n'est pas clairement établie ; elle se situe entre le Trias supérieur et le Jurassique inférieur.